# آکوا سانتا ماریا
آکوا سانتا ماریا (انگلیسی: Acqua Santa Maria) شرکت صنایع غذایی ایتالیایی است، که در سال ۱۹۹۲ تأسیس شد.